# Força eletromagnética

Imagem de um espectro eletromagnético

A força eletromagnética (AO 1945: força electromagnética) é, ao lado da força gravitacional, da força nuclear fraca e da força nuclear forte, uma das quatro forças fundamentais da natureza.

## As raízes da noção de força eletromagnética
Isaac Newton foi quem estabeleceu uma concepção causal do Universo. Segundo esta, todos os efeitos observados são causados por forças exercidas por objetos situados a uma determinada distância. A partir desta visão se iniciou a busca pela causa final de todas as forças através de uma analogia com a massa gravitacional.
Os estudos dos efeitos da força eletromagnética no final do século XVIII se ampliaram e houve a tentativa de explicar os mecanismos de interação entre os corpos.
Charles Augustin de Coulomb e Henry Cavendish observaram as substâncias eletricamente carregadas e os ímãs, estabelecendo, assim, as leis empíricas que regiam seu comportamento e que indicavam uma possível relação entre aquelas forças.

## Relação entre magnetismo e eletricidade
A relação entre magnetismo e eletricidade finalmente foi descoberta em 1820 quando Hans Christian Ørsted ao aproximar uma bússola de um fio que unia os dois polos de uma pilha elétrica, verificou que a agulha imantada em vez de apontar para o Norte, orientava-se perpendicularmente ao condutor elétrico.
Na mesma época Dominique François Arago descobriu que o ferro adquiria propriedades magnéticas nas proximidades de uma corrente elétrica e André-Marie Ampère ao envolver uma barra de ferro com um condutor enrolado em helicoidal criou o primeiro eletroímã e executou os estudos que levaram aos fundamentos da eletrodinâmica.
Seguindo a concepção de Universo formulada por Newton onde todo efeito observado na matéria obedece aos efeitos de forças exercidas por objetos situados à distância a teoria eletromagnética propôs que as atrações e repulsões magnéticas e elétricas resultavam de interações mútuas nos corpos através do espaço.
Neste contexto se deu a busca da causa final dessas forças, procurando-se similaridades entre a massa gravitacional de Newton e os mecanismos de interação eletromagnética entre os corpos.

## Ampère e Faraday
André-Marie Ampère, pesquisando sobre correntes elétricas, expôs uma teoria que afirmava a existência de partículas elementares que se deslocavam no interior das substâncias e que este deslocamento poderia ser a causa dos efeitos magnéticos. Porém, apesar da busca, jamais encontrou as tais partículas.
Durante o século XIX Michael Faraday e James Clerk Maxwell continuaram os trabalhos de seus antecessores nas descobertas das leis que regem a força eletromagnética, o eletromagnetismo e a eletrodinâmica.
Em seu trabalho Faraday concebeu que o espaço entre os objetos eletricamente carregados era composto de linhas de força e que estas eram correntes de energia invisíveis e mensuráveis que comandavam o movimento dos corpos.
Segundo Faraday as linhas de força eram criadas pela presença mútua dos objetos entre si. Introduziu neste momento a ideia de campo de força, onde uma carga elétrica móvel produz perturbações eletromagnéticas em volta de si e estas são linhas de campo que interagem com outra carga próxima.
James Clerk Maxwell desenvolveu matematicamente o modelo dos campos de força que vieram a alterar a visão de que forças agiam sob uma espécie de controle remoto.
Joseph John Thomson, seguindo as ideias e teorias matemáticas de seus antecessores, observando em 1897 os desvios dos feixes de raios catódicos na presença de um campo elétrico, acabou por deduzir a existência de uma partícula chamada elétron.
O eletromagnetismo confirmou então a origem da força eletromagnética através do movimento orbital atômico dos elétrons ao redor dos núcleos dos átomos. E passou a estudar não só a força eletromagnética, mas também relações elétricas e magnéticas da matéria, sendo então considerado como uma verdadeira disciplina científica.

### Recursos web
- Nave, R. «Electricity and magnetism». HyperPhysics. Georgia State University. Consultado em 12 de novembro de 2013
- Khutoryansky, E. «Electromagnetism – Maxwell's Laws». Consultado em 28 de dezembro de 2014

### Livros texto
- G.A.G. Bennet (1974). Electricity and Modern Physics 2nd ed. [S.l.]: Edward Arnold (UK). ISBN 978-0-7131-2459-0
- Browne, Michael (2008). Physics for Engineering and Science 2nd ed. [S.l.]: McGraw-Hill/Schaum. ISBN 978-0-07-161399-6
- Dibner, Bern (2012). Oersted and the discovery of electromagnetism. [S.l.]: Literary Licensing, LLC. ISBN 978-1-258-33555-7
- Durney, Carl H.; Johnson, Curtis C. (1969). Introduction to modern electromagnetics. [S.l.]: McGraw-Hil]. ISBN 978-0-07-018388-9
- Feynman, Richard P. (1970). The Feynman Lectures on Physics Vol II. [S.l.]: Addison Wesley Longman. ISBN 978-0-201-02115-8
- Fleisch, Daniel (2008). A Student's Guide to Maxwell's Equations. Cambridge, UK: Cambridge University Press. ISBN 978-0-521-70147-1
- I.S. Grant; W.R. Phillips; Manchester Physics (2008). Electromagnetism 2nd ed. [S.l.]: John Wiley & Sons. ISBN 978-0-471-92712-9
- Griffiths, David J. (1998). Introduction to Electrodynamics 3rd ed. [S.l.]: Prentice Hall. ISBN 978-0-13-805326-0
- Jackson, John D. (1998). Classical Electrodynamics 3rd ed. [S.l.]: Wiley. ISBN 978-0-471-30932-1
- Moliton, André (2007). Basic electromagnetism and materials. 430 pages. New York City: Springer-Verlag New York, LLC. ISBN 978-0-387-30284-3
- Purcell, Edward M. (1985). Electricity and Magnetism Berkeley, Physics Course Volume 2 (2nd ed.). [S.l.]: McGraw-Hill. ISBN 978-0-07-004908-6
- Purcell, Edward M and Morin, David. (2013). Electricity and Magnetism, 820p 3rd ed. [S.l.]: Cambridge University Press, New York. ISBN 978-1-107-01402-2
- Rao, Nannapaneni N. (1994). Elements of engineering electromagnetics (4th ed.). [S.l.]: Prentice Hall. ISBN 978-0-13-948746-0
- Rothwell, Edward J.; Cloud, Michael J. (2001). Electromagnetics. [S.l.]: CRC Press. ISBN 978-0-8493-1397-4
- Tipler, Paul (1998). Physics for Scientists and Engineers: Vol. 2: Light, Electricity and Magnetism 4th ed. [S.l.]: W.H. Freeman. ISBN 978-1-57259-492-0
- Wangsness, Roald K.; Cloud, Michael J. (1986). Electromagnetic Fields (2nd Edition). [S.l.]: Wiley. ISBN 978-0-471-81186-2